# Glenea spinosipennis
Glenea spinosipennis is een keversoort uit de familie boktorren (Cerambycidae). De wetenschappelijke naam van de soort is voor het eerst geldig gepubliceerd in 1958 door Breuning.